# Pierre Borel
Pierre Borel (em latim: Petrus Borellius; c. 1620 – 1671)  foi um sábio francês: um químico (e reputado alquimista), médico e botânico.
Borel nasceu em Castres. Tornou-se doutor em medicina pela Universidade de Montpellier em 1640. Em 1654, tornou-se médico do rei da França, Luís XIV - "O Rei Sol".

## Biografia

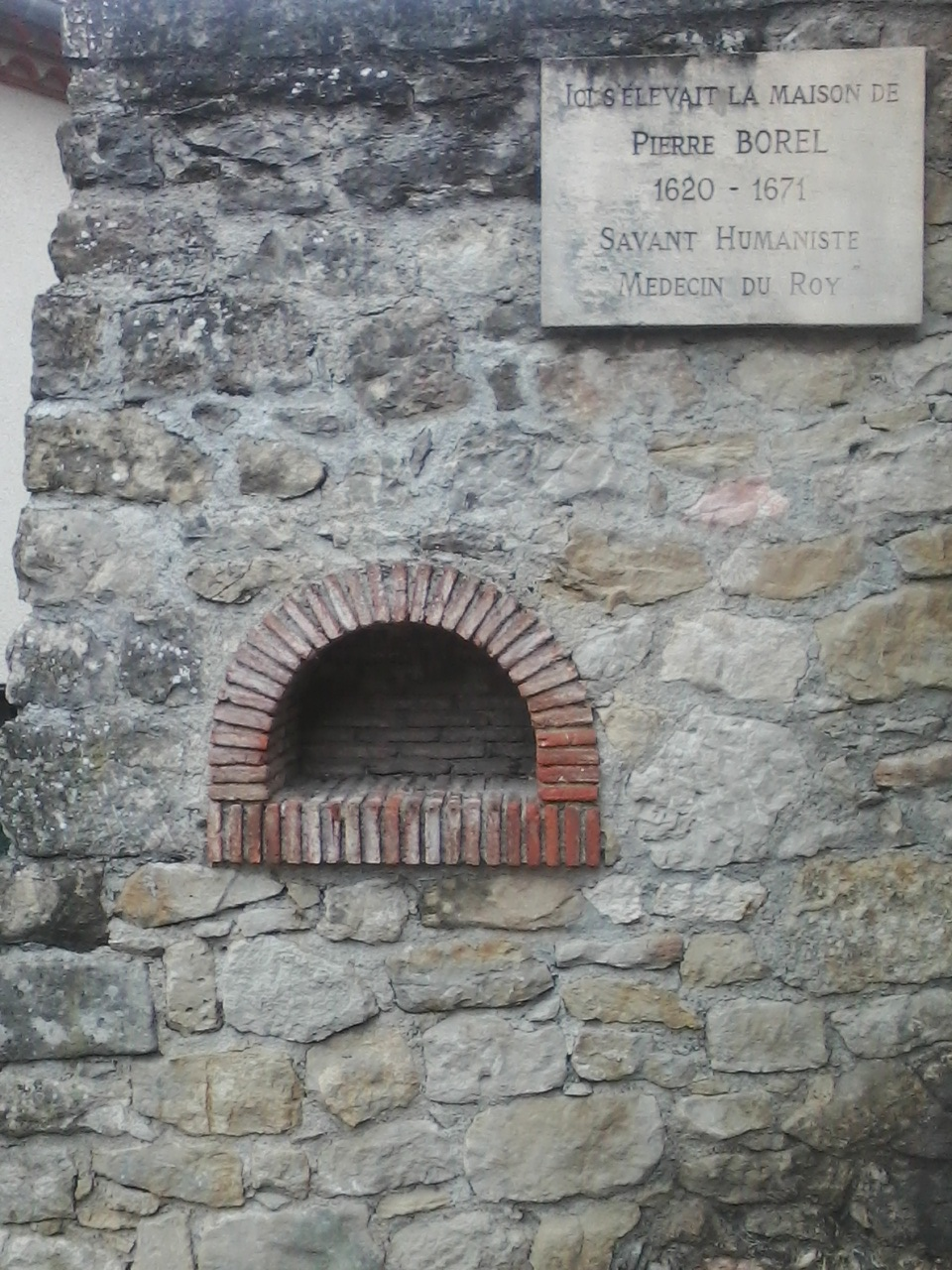
Restos da casa de Pierre Borel no centro de Castres.

Pierre Borel tornou-se doutor em medicina na Faculdade de Medicina de Cahors em 15 de maio de 1643. Exerceu medicina em Castres de 1644 a 1653, e por volta de 1654 foi feito médico do rei Luís XIV. Foi regente do colégio em sua cidade de 1657 a 1664.
Em 1663, casou-se com Esther de Bonnafous. Em 1674, tornou-se membro da Académie française. Ele também foi admitido na Academia de Castres em 1658. Ele permaneceu em Paris de 1653 até sua morte em 1657.
Preocupou-se com uma gama eclética de assuntos: óptica, história antiga, filologia e bibliografia. Seus biógrafos tendem a deplorar sua difusão em tantas áreas.

### Na cultura popular
No livro O Caso de Charles Dexter Ward, HP Lovecraft (des)representa Borellus (sic) como um potente necromante. Na verdade, os romances começam com uma citação de Borellus.

## Obras
- Les Antiquités de Castres, 1649
- Bibliotheca chimica, 1654
- Trésor de recherches et d'antiquités gauloises et françaises, 1655
- Historiarium etobservum medico-physicarum centuria IV, 1653, 1656
- De vero telescopii inventore, 1655.
- Vitae Renati Cartesii, summi philosophi compendium, 1656.
- Discours nouveau prouvant la pluralité des mondes, 1657.

## Textos em linha
- Novo discurso comprovando a pluralidade dos mundos: que as estrelas são terras habitadas e a terra uma estrela, que está fora do centro do mundo no terceiro céu e gira diante do sol que está fixo, e outras coisas muito curiosas / por Pierre Borel, ... [s.n.] (Genebra), 1657.[2]
- Tesouro da pesquisa e antiguidade gaulesa e francesa: reduzido em ordem alfabética e enriquecido com muitas origens, epitáfios... ([Reprod.]) / de P. Borel, ..., A. Courbé (Paris), 1655.[3]
- Dicionário de termos franceses antigos ou Tesouro de pesquisa e antiguidades gaulesas e francesas por M. Borel, ..., Briasson (Paris), 1750.
- Vitae Renati Cartesii, summi philosophi compendium ([Reprod.]) / auctore Petro Borello, medico regio, Joannem Billaine (Parisiis), viduam Mathurini Dupuis (Parisiis), 1656.[4]